# Campeonato Ecuatoriano de Fútbol 1963
El Campeonato Ecuatoriano de Fútbol 1963, conocido oficialmente como «Campeonato Nacional de Fútbol 1963», fue la 5.ª edición del Campeonato nacional de fútbol profesional en Ecuador. El torneo fue organizado por la Federación Deportiva Nacional del Ecuador (luego Asociación Ecuatoriana de Fútbol, hoy Federación Ecuatoriana de Fútbol) y contó con la participación de los 4 mejores equipos ubicados del Campeonato Profesional de Guayaquil y los 4 del Campeonato Profesional Interandino (Quito) incluido los 2 mejores equipos ubicados del Campeonato Profesional de Manabí (Manta) y el mejor equipo ubicado del Campeonato Profesional de Tungurahua (Ambato).
Barcelona se coronó campeón por segunda vez en su historia.

## Sistema de juego
Para la temporada de 1963 el fútbol amplió su ámbito: comenzó a ser nacional. Se sumaron a los 4 primeros equipos del Guayas: Barcelona, Emelec, 9 de Octubre y Patria; y de Pichincha: Deportivo Quito (que volvió a la competencia tras 2 años de ausencia), Liga Deportiva Universitaria, Aucas y el recién creado conjunto del Politécnico (ex España) (como equipo sorpresa), el campeón y subcampeón de Manabí: Estibadores Navales y River Plate de Manta (ambos como equipos sorpresas del torneo nacional de 1963) y el primero de Tungurahua: Macará. En total son 6 equipos de la Costa y 5 equipos de la Sierra.
Los 11 clubes fueron agrupados en 2 grupos, 1: Liga Deportiva Universitaria, Politécnico, Barcelona, Patria y Estibadores Navales; 2: Deportivo Quito, Aucas, Emelec, 9 de Octubre, Macará y River Plate de Manta.
Se jugó un pentagonal bajo la modalidad de sistema de todos contra todos a una vuelta en el primer grupo y un hexagonal similar en el segundo. La localía se definió por sorteo. Clasificaron a un cuadrangular final los 2 primeros de cada serie, que jugaron bajo la modalidad de sistema de todos contra todos, en partidos de ida y vuelta, para decidir el título.

## Equipos participantes
| Equipo              | Vía de clasificación                     |
| ------------------- | ---------------------------------------- |
| Barcelona           | Campeón de la Copa de Guayaquil 1963.    |
| 9 de Octubre        | Subcampeón de la Copa de Guayaquil 1963. |
| Emelec              | 3° Lugar de la Copa de Guayaquil 1963.   |
| Patria              | 4° Lugar de la Copa de Guayaquil 1963.   |
| Deportivo Quito     | Campeón de la Copa Interandina 1963      |
| Liga de Quito       | Subcampeón de la Copa Interandina 1963   |
| Politécnico         | 3° Lugar de la Copa Interandina 1963     |
| Aucas               | 4° Puesto de la Copa Interandina 1963    |
| Estibadores Navales | Campeón de la Copa Manabí 1963           |
| River Plate (Manta) | Subcampeón de la Copa Manabí 1963        |
| Macará              | Campeón de la Copa Tungurahua 1963       |

## Equipos por ubicación geográfica
| Provincia  | N.º | Equipos                                                 |
| ---------- | --- | ------------------------------------------------------- |
| Pichincha  | 4   | - Aucas - Deportivo Quito - Liga de Quito - Politécnico |
| Guayas     | 4   | - Barcelona - Emelec - Patria - 9 de Octubre            |
| Manabí     | 2   | - Estibadores Navales - River Plate (Manta)             |
| Tungurahua | 1   | - Macará                                                |

| Estibadores Navales River Plate (Manta) Barcelona Emelec Patria 9 de Octubre Politécnico Liga de Quito Deportivo Quito Aucas Macará |

## Grupo 1

### Partidos y resultados
| Local/Visita        | BAR | EST | LDU | PAT | POL |
| ------------------- | --- | --- | --- | --- | --- |
| Barcelona           |     |     | 3-1 | 0-0 |     |
| Estibadores Navales | 0-1 |     | 4-0 |     |     |
| Liga de Quito       |     |     |     | 4-0 | 1-1 |
| Patria              |     | 3-1 |     |     | 2-1 |
| Politécnico         | 2-0 | 3-2 |     |     |     |

### Tabla de posiciones
|  |  |    | Equipo              | PJ | PG | PE | PP | GF | GC | DG | PTS |
|  |  | -- | ------------------- | -- | -- | -- | -- | -- | -- | -- | --- |
|  |  | 1. | Politécnico         | 4  | 2  | 1  | 1  | 7  | 5  | +2 | 5   |
|  |  | 2. | Barcelona           | 4  | 2  | 1  | 1  | 4  | 3  | +1 | 5   |
|  |  | 3. | Patria              | 4  | 2  | 1  | 1  | 5  | 6  | -1 | 5   |
|  |  | 4. | Liga de Quito       | 4  | 1  | 1  | 2  | 6  | 8  | -2 | 3   |
|  |  | 5. | Estibadores Navales | 4  | 1  | 0  | 3  | 7  | 7  | 0  | 2   |

PJ = Partidos jugados; PG = Partidos ganados; PE = Partidos empatados; PP = Partidos perdidos; GF = Goles a favor; GC = Goles en contra; DG = Diferencia de gol; PTS = Puntos
|  | Clasificaron al Cuadrangular final. |

#### Evolución de la clasificación
| Equipo / Fecha      | 01 | 02 | 03 | 04 |
| ------------------- | -- | -- | -- | -- |
| Politécnico         | 1  | 3  | 1  | 1  |
| Barcelona           | 3  | 1  | 2  | 2  |
| Patria              | 4  | 4  | 4  | 3  |
| Liga de Quito       | 2  | 5  | 3  | 4  |
| Estibadores Navales | 5  | 2  | 5  | 5  |

## Grupo 2

### Partidos y resultados
| Local/Visita        | AUC | QUI | EME | MAC | RIVM | 9OC |
| ------------------- | --- | --- | --- | --- | ---- | --- |
| Aucas               |     |     |     |     | 2-0  | 3-2 |
| Deportivo Quito     | 3-0 |     | 1-1 | 2-1 |      |     |
| Emelec              | 4-0 |     |     |     | 3-0  | 1-0 |
| Macará              | 2-0 |     | 0-1 |     | 3-0  |     |
| River Plate (Manta) |     | 1-5 |     |     |      | 2-2 |
| 9 de Octubre        |     | 1-2 |     | 3-1 |      |     |

### Tabla de posiciones
|  |  |    | Equipo              | PJ | PG | PE | PP | GF | GC | DG  | PTS |
|  |  | -- | ------------------- | -- | -- | -- | -- | -- | -- | --- | --- |
|  |  | 1. | Emelec              | 5  | 4  | 1  | 0  | 10 | 1  | +9  | 9   |
|  |  | 2. | Deportivo Quito     | 5  | 4  | 1  | 0  | 13 | 4  | +9  | 9   |
|  |  | 3. | Macará              | 5  | 2  | 0  | 3  | 7  | 6  | +1  | 4   |
|  |  | 4. | Aucas               | 5  | 2  | 0  | 3  | 5  | 11 | -6  | 4   |
|  |  | 5. | 9 de Octubre        | 5  | 1  | 1  | 3  | 8  | 9  | -1  | 3   |
|  |  | 6. | River Plate (Manta) | 5  | 0  | 1  | 4  | 3  | 15 | -12 | 1   |

PJ = Partidos jugados; PG = Partidos ganados; PE = Partidos empatados; PP = Partidos perdidos; GF = Goles a favor; GC = Goles en contra; DG = Diferencia de gol; PTS = Puntos
|  | Clasificaron al Cuadrangular final. |

#### Evolución de la clasificación
| Equipo / Fecha      | 01 | 02 | 03 | 04 | 05 |
| ------------------- | -- | -- | -- | -- | -- |
| Emelec              | 1  | 1  | 2  | 1  | 1  |
| Deportivo Quito     | 3  | 3  | 1  | 2  | 2  |
| Macará              | 2  | 2  | 3  | 3  | 3  |
| Aucas               | 6  | 6  | 5  | 4  | 4  |
| 9 de Octubre        | 5  | 5  | 4  | 6  | 5  |
| River Plate (Manta) | 4  | 4  | 6  | 5  | 6  |

## Cuadrangular final

### Partidos y resultados
| Local/Visita    | BAR | QUI | EME | POL |
| --------------- | --- | --- | --- | --- |
| Barcelona       |     | 1-0 | 0-0 | 3-1 |
| Deportivo Quito | 0-5 |     | 1-0 | 2-0 |
| Emelec          | 2-0 | 4-1 |     | 3-0 |
| Politécnico     | 0-3 | 1-2 | 0-0 |     |

### Tabla de posiciones
|     |  |    | Equipo          | PJ | PG | PE | PP | GF | GC | DG  | PTS |
| --- |  | -- | --------------- | -- | -- | -- | -- | -- | -- | --- | --- |
| (C) |  | 1. | Barcelona       | 6  | 4  | 1  | 1  | 12 | 3  | +9  | 9   |
|     |  | 2. | Emelec          | 6  | 3  | 2  | 1  | 9  | 2  | +7  | 8   |
|     |  | 3. | Deportivo Quito | 6  | 3  | 0  | 3  | 6  | 11 | -5  | 6   |
|     |  | 4. | Politécnico     | 6  | 0  | 1  | 5  | 2  | 13 | -11 | 1   |

PJ = Partidos jugados; PG = Partidos ganados; PE = Partidos empatados; PP = Partidos perdidos; GF = Goles a favor; GC = Goles en contra; DG = Diferencia de gol; PTS = Puntos
| (C) | Campeón y clasificó a la Copa de Campeones de América 1964. |

#### Evolución de la clasificación
| Equipo / Fecha  | 01 | 02 | 03 | 04 | 05 | 06 |
| --------------- | -- | -- | -- | -- | -- | -- |
| Barcelona       | 2  | 3  | 2  | 1  | 1  | 1  |
| Emelec          | 1  | 2  | 1  | 3  | 2  | 2  |
| Deportivo Quito | 3  | 1  | 3  | 2  | 3  | 3  |
| Politécnico     | 4  | 4  | 4  | 4  | 4  | 4  |

### Campeón
|                                            |
|                                            |
| Campeón Barcelona Sporting Club 2.º título |

## Goleadores
| Jugador              | Equipo          | Goles |
| -------------------- | --------------- | ----- |
| Carlos Alberto Raffo | Emelec          | 5     |
| Édison Paucar        | Politécnico     | 5     |
| Rubén Baldi          | Deportivo Quito | 3     |